# Désiré Beaurain
Désiré Beaurain (født 2. september 1881, død 24. oktober 1963) var en belgisk fægter som deltog i de olympiske lege 1908 i London og 1924 i Paris.
Beaurain deltog i OL 1908 på det belgiske hold i kårde. Belgierne vandt først 11-6 over Sverige i kvartfinalen og derpå over Italien med 9-8 i semifinalen. I finalen blev det til nederlag til Frankrig med 7-9, og derpå skulle de kæmpe med Storbritannien om andenpladsen. Denne match tabte belgierne 5-9, hvilket betød at de blev nummer tre.
Han deltog også i Sommer-OL 1924 i Paris, hvor stillede op på det belgiske hold i fleuret. Belgierne vandt deres indledende pulje, blev nummer to i semifinalepuljen og gentog dette i finalen, hvor de tabte til Frankrig, der blev olympiske mestre, med 3-13, men vandt over Ungarn 9-7 og vandt dermed sølv.